# 隔山打牛
隔山打牛又称隔空打人、印掌、百步神拳等，是中国武术中传说的一种可以隔着一段距离用拳掌攻击，将人击倒的功夫，围绕这种功夫是否真实存在存在很大的争议，因为虽在记载中所见颇多，但是在实际的武术整理挖掘中却没有发现过。此外，在武侠小说等文艺作品里，也经常会有类似的描写。